# Chelmsford (Massachusetts)
Chelmsford es un pueblo ubicado en el condado de Middlesex en el estado estadounidense de Massachusetts. En el Censo de 2010 tenía una población de 33.802 habitantes y una densidad poblacional de 565,37 personas por km².

## Geografía
Chelmsford se encuentra ubicado en las coordenadas 42°35′49″N 71°22′11″O / 42.59694, -71.36972. Según la Oficina del Censo de los Estados Unidos, Chelmsford tiene una superficie total de 59.79 km², de la cual 57.94 km² corresponden a tierra firme y (3.09%) 1.85 km² es agua.

## Demografía
Según el censo de 2010, había 33.802 personas residiendo en Chelmsford. La densidad de población era de 565,37 hab./km². De los 33.802 habitantes, Chelmsford estaba compuesto por el 88.59% blancos, el 1.06% eran afroamericanos, el 0.1% eran amerindios, el 8.42% eran asiáticos, el 0.01% eran isleños del Pacífico, el 0.43% eran de otras razas y el 1.4% pertenecían a dos o más razas. Del total de la población el 2.03% eran hispanos o latinos de cualquier raza.